# Bordalba
Bordalba település Spanyolországban,  Zaragoza tartományban. Bordalba Fuentelmonge, Torlengua, Deza, Cihuela, Ariza és Pozuel de Ariza községekkel határos. Lakosainak száma 47 fő (2024).

## Népesség
A település népessége az utóbbi években az alábbiak szerint változott:
| Lakosok száma | 99   | 92   | 89   | 79   | 71   | 64   | 58   | 56   | 49   | 47   |
|               | 2001 | 2004 | 2007 | 2009 | 2012 | 2014 | 2017 | 2019 | 2022 | 2024 |